# Internet Explorer Mobile
Internet Explorer Mobile lub IE Mobile (dawniej Pocket Internet Explorer albo PIE) – mobilna przeglądarka internetowa stworzona przez Microsoft dla Pocket PC i Handheld PC. Program jest załączony jako przeglądarka internetowa do Windows Phone (wcześniej Windows Mobile) i Windows CE.
Aktualna wersja bazuje na przeglądarce desktopowej Internet Explorer 11, jednak starsze wersje, zwane Pocket Internet Explorer, nie były oparte na tym samym silniku co wersje na komputer osobisty.
Dziesiąta odsłona przeglądarki ma nowy silnik renderowania Trident. Rozszerzono w niej możliwości CSS 3 i HTML 5. Dodano efekty 3D, którymi można wzbogacić dowolny element strony internetowej oraz wprowadzono możliwość umieszczania cieni zarówno do tekstów, jak i elementów graficznych. Oprócz tego wprowadzono uruchamianie kart w oddzielnych procesach, dzięki czemu po wystąpieniu jakichkolwiek problemów z pojedynczą kartą, cała przeglądarka (a co za tym idzie pozostałe karty) nie ulega zamknięciu. Pojawiła się też możliwość zmiany wyszukiwarki z Binga na Google.
Najnowsza odsłona przeglądarki to m.in. możliwość synchronizacji otwartych kart, ulubionych i haseł między urządzeniami oraz wiele innych.

## Galeria

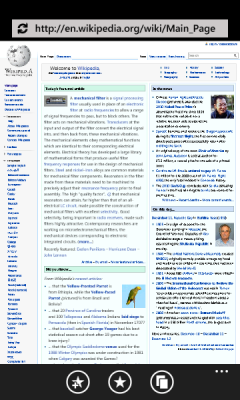
Internet Explorer Mobile 7 w Windows Phone
Internet Explorer Mobile 9 w Windows Phone